# Horka (Přišimasy)
Horka je vesnice v okrese Kolín, je součástí obce Přišimasy. Nachází se na jih od Přišimas, se kterými bezprostředně sousedí. Leží v katastrálním území Přišimasy.

## Historie
První písemná zmínka o vesnici pochází z roku 1279.

## Další fotografie

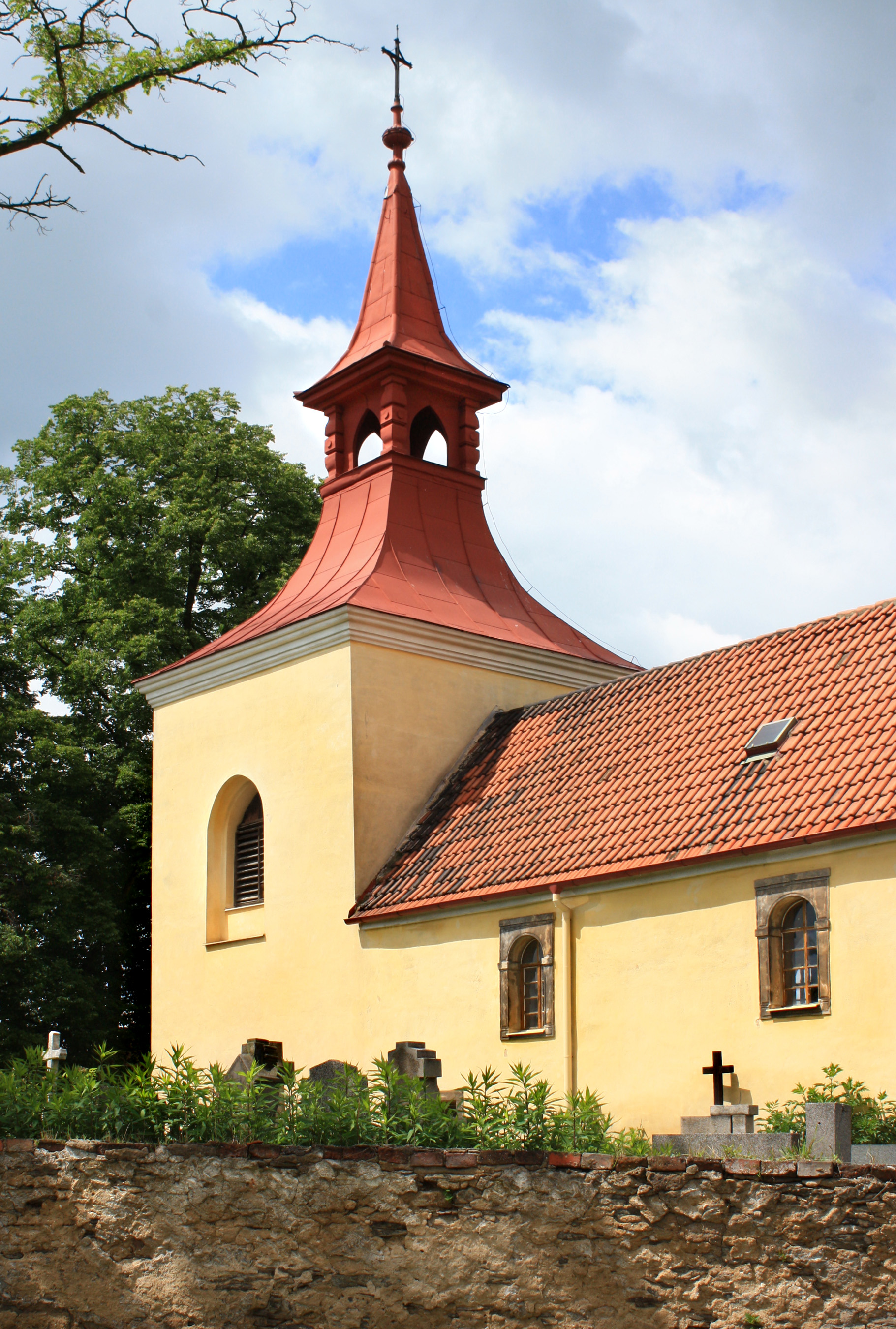
Kostel sv. Petra a Pavla
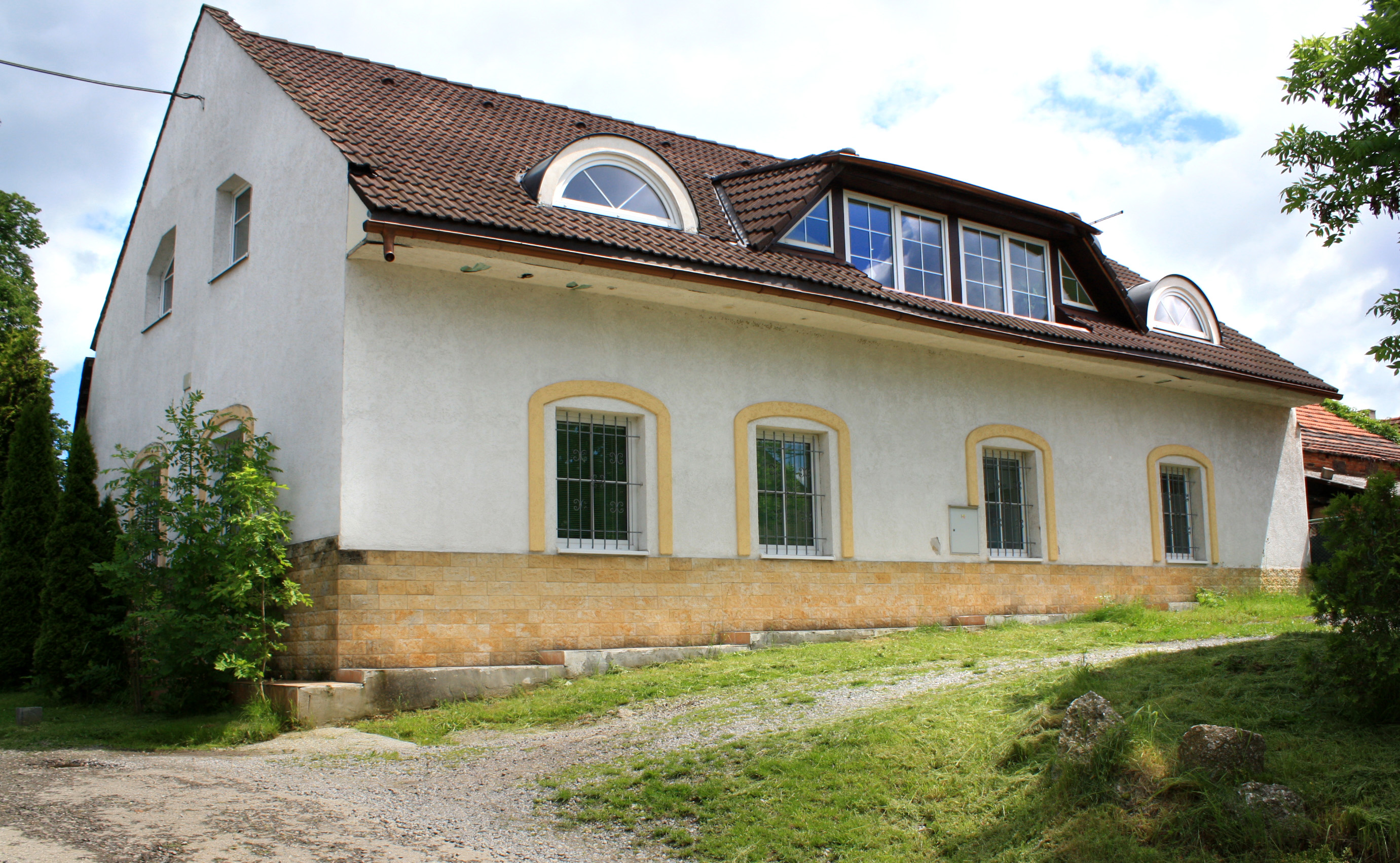
Domek čp. 24
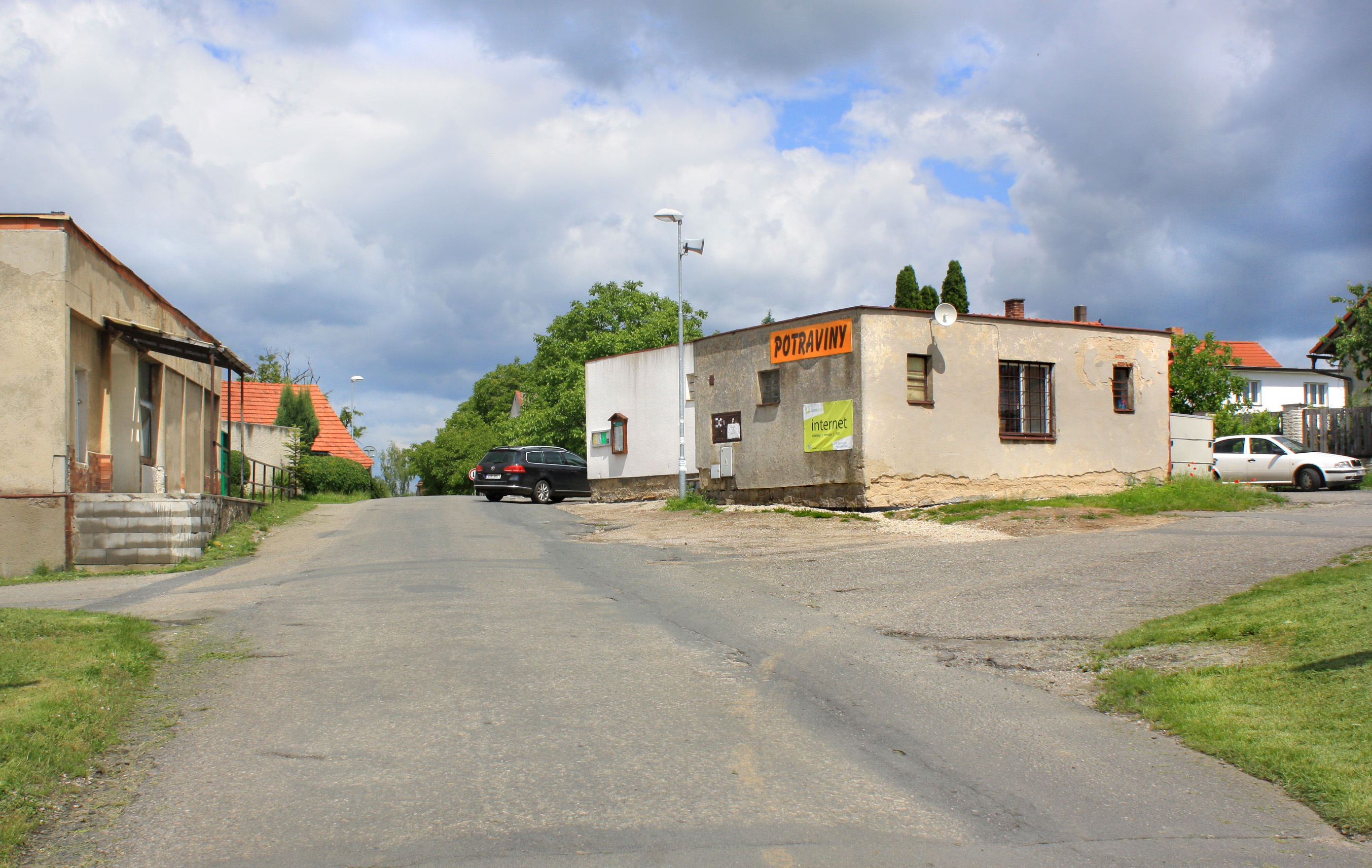
Obchod na návsi